# Lauren Santo Domingo
Lauren Santo Domingo de domo Davis (ur. 28 lutego 1976 w Greenwich w stanie Connecticut) –  amerykańska bizneswoman, redaktorka magazynów kobiecych, bywalczyni salonów.  
Współzałożycielka internetowego sklepu odzieżowego Moda Operandi, od 2005 roku współpracuje z czasopismem „Vogue”. 

## Życiorys
Córka Ronalda V. Davisa i Judy Davis. Urodziła się i dorastała w Greenwich w stanie Connecticut. Jako nastolatka często pojawiała się w magazynie Sassy, wystąpiła także w kilku reklamach telewizyjnych, między innymi w japońskiej reklamie dżinsów razem z Bradem Pittem. Uczęszczała do Kent School, następnie ukończyła studia na Uniwersytecie Południowej Kalifornii otrzymując dyplom w dziedzinie historii w 1998 roku. Po ukończeniu studiów przeniosła się do Paryża.

## Kariera
Lauren rozpoczęła karierę w magazynie „Vogue” jako asystentka działu mody. W późniejszym czasie pracowała tam jako Associate Fashion Editor, a później Sittings Editor. Następnie pracowała jako dyrektor do spraw public relations u J. Mendela, kierowała również działem PR u Caroliny Herrery. W 2005 roku powróciła do czasopisma „Vogue” jako redaktor współpracujący.  
Lauren postanowiła również stworzyć platformę zakupową, która pozwoliłaby kobietom kupować produkty modowe prezentowane na pokazach kolekcji znanych projektantów. W lutym 2011 roku Lauren wraz z Aslaug Magnusdottir założyła więc sklep Moda Operandi, rewolucjonizując branżę modową i sposób, w jaki kobiety mogły robić zakupy.  
Została wpisana na listę Hall of Fame Best-Dressed List 2017 czasopisma Vanity Fair. 
Lauren wspiera finansowo kampanie amerykańskich polityków, takich jak Hillary Clinton, Joseph P.  Kennedy i Kamala Harris. 
Lauren jest żoną biznesmena Andrésa Santo Domingo, współwłaściciela niezależnej wytwórni muzycznej Mexican Summer.     